# دوروتيا ارين أوهارا
دوروتيا ارين أوهارا (بالإنجليزية: Dorothea Warren O'Hara)‏ هي خزافة وفنانة أمريكية، ولدت في 31 أغسطس 1873 في كانساس سيتي في الولايات المتحدة، وتوفيت في مايو 1972 في دلراي بيتش في الولايات المتحدة.